# Exetastes ziegleri
Exetastes ziegleri är en stekelart som först beskrevs av Johann Ludwig Christian Gravenhorst 1829.  Exetastes ziegleri ingår i släktet Exetastes och familjen brokparasitsteklar. Inga underarter finns listade i Catalogue of Life.